# فريدرش فون ماتيسون
فريدرش فون ماتيسون (بالألمانية: Friedrich von Matthisson) كاتب وشاعر ألماني. ولد في مدينة ماغديبورغ في عام 1761، وتوفي في مدينة ديساو في عام 1831.

## وصلات خارجية
- فريدرش فون ماتيسون على موقع الموسوعة البريطانية (الإنجليزية)
- فريدرش فون ماتيسون على موقع ميوزك برينز (الإنجليزية)
- فريدرش فون ماتيسون على موقع ديسكوغز (الإنجليزية)
- فريدرش فون ماتيسون على موقع ديسكوغز (الإنجليزية)

- فريدرش فون ماتيسون، على ويكي مصدر الألمانية.
- فريدرش فون ماتيسون، على كومنز.
- فريدرش فون ماتيسون، على مكتبة الكونغرس.